# Aleš Brichta Project
Aleš Brichta Project je česká rocková skupina, kterou ke konci roku 2012 sestavil zpěvák Aleš Brichta. Poprvé vystoupila na tradičním vánočním koncertě v Praze. Začátkem roku 2013 probíhalo natáčení ve studiu Faust. V tomto studiu vzniklo album Údolí sviní, které navazuje hudebně i tematicky na předešlé album Deratizer, vydané v roce 2009.
V roce 2015 vyšlo další album Anebo taky datel.

## Sestava

#### Současní
- Aleš Brichta – zpěv (2012–dosud)
- David Vaněk – kytary, doprovodný zpěv
- Zbyněk Haase – kytary, doprovodný zpěv
- Roman Haase – bicí
- Zdeněk Vlč – klávesy
- Tomáš Matějka – baskytara
- Kateřina Kročilová - doprovodný zpěv

#### Dřívější
- Lukáš Varaja – baskytara

## Diskografie
- Údolí sviní (2013)
- Anebo taky datel (2015)